# Відносини Франція - Нова Зеландія
Відносини Франція — Нова Зеландія стосуються міжнародних відносин між Новою Зеландією та Францією. Відносини між Францією та Новою Зеландією часом були складними, але останнім часом стали ближчими. Двосторонні відносини були загалом хорошими з часів Першої та Другої світових війн, обидві країни тісно співпрацювали під час конфліктів, але відносини були серйозно поставлені під занурення Воїна Радуги в Окленді 10 липня 1985 року.
Відносини між двома країнами були напружені раніше, і в 1973 році уряд Нової Зеландії припинив на час поштові відносини з Францією. Після нападу Франції на Воїна Веселки Франція вимагала звільнення Нової Зеландії агентів, захоплених після нападу. Щоб забезпечити їх попит, уряд Франції поставив Нову Зеландію під жорстка економічна напруга. З тих пір серед новозеландців спостерігається ворожнеча до французів, хоча події відтоплюються в історії.
Офіційний візит прем'єр-міністра Нової Зеландії до Франції у 2003 р. Відкрив нову главу двосторонніх відносин, рухаючись від минулого та зосереджуючись на відновленні зв'язків обох країн, особливо в Південному Тихому океані. За винятком транспортування ядерного матеріалу, в межах Південного Тихого океану розробляються основні політичні цілі. У той час як уряд Нової Зеландії прагне тіснішого діалогу та співпраці з політичних та фінансових причин, Франція бажає заохочувати інтеграцію громад Тихого океану в регіональне середовище Нової Зеландії.

## Історія
Відносини Франції та Нової Зеландії були напруженими протягом двох коротких періодів у 1980-х та 1990-х роках через французькі ядерні випробування в Моруроа та вибух бойовика Радуги в гавані Окленда. Останній широко розглядався як акт державного тероризму проти суверенітету Нової Зеландії і був наказаний тодішнім президентом Франції Франсуа Міттерандом, хоча він на той час заперечував будь-яку причетність. Ці події працювали на посилення рішучості Нової Зеландії зберегти свою протиядерну політику.
Але відносини були сердечними протягом десятиліть до інциденту Воїна Веселки, що був уособленим швидкою реакцією Нової Зеландії в обох світових війнах, обидва рази стоячи на стороні союзних сил.

### Перша світова війна

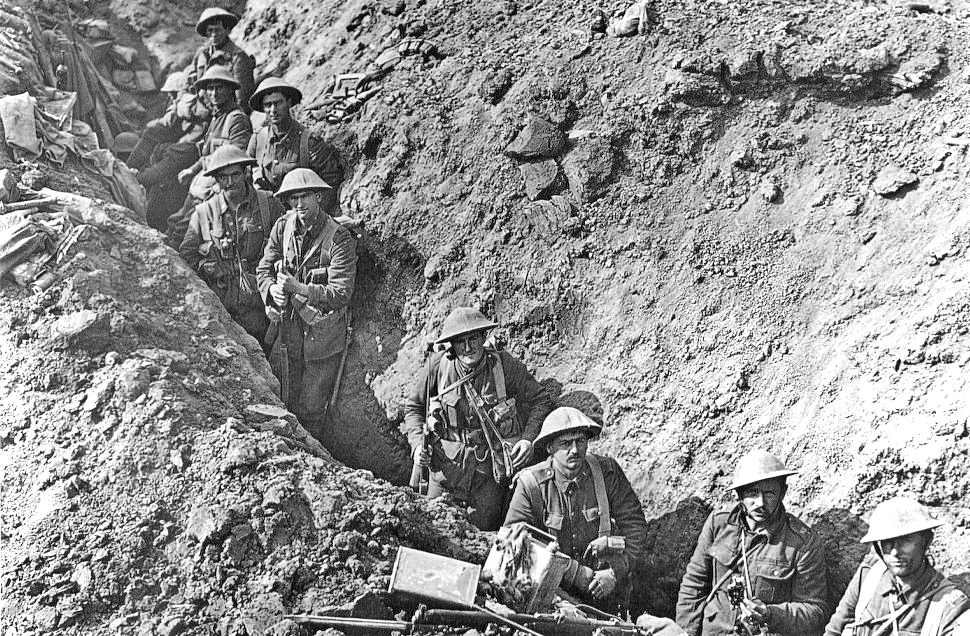
Новозеландська піхота в битві на Соммі

Уряд Нової Зеландії без вагань вступив у війну, незважаючи на свою географічну ізоляцію та малочисельність. У Франції новозеландська дивізія брала участь у битві при Соммі, де просунулася на три кілометри і захопила вісім кілометрів противника. 7488 стали жертвами, з них 1560 загинули. У червні 1917 р. Дивізія Нової Зеландії далі відзначилася штурмом хребта Мессіни та захопленням села Мессіни. Під час боїв під Пасчендаелем наступного жовтня він був криваво відбитий у своїй другій атаці, 850 загиблих в обмін на не більше 500 ярдів землі. Це був перший раз, коли дивізія зазнала невдачі у великій операції і залишається найстрашнішою катастрофою в історії Нової Зеландії в частині життя, втраченого за один день.

### Друга Світова війна
Нова Зеландія вступила у Другу світову війну, оголосивши війну нацистській Німеччині о 21:30 3 вересня 1939 року (NZT). Дипломатично, Нова Зеландія висловила вокальний протидія фашизму в Європі, а також утихомиренню фашистських диктатур. Нова Зеландія брала велику участь у багатьох європейських кампаніях, включаючи битву за Грецію та битву на Криті, особливо в Італійській кампанії, а персонал ВПС Нової Зеландії брав участь у боях у Франції протягом 1940 року (у складі Королівських ВПС) і 1944 рік.

### Угода про делімітацію на море
Угода про обмеження морської делімітації між Новою Зеландією та Францією була підписана 30 червня 2003 року. Як договір про обмеження границь, вона встановила морську межу між Токелау та Уоллісом та Футуною.

### Угода «ФРАНЗ»
22 грудня 1992 року санітари Франції, Австралії та Нової Зеландії підписали угоду ФРАНЗ. Він зобов'язує своїх підписантів «обмінюватися інформацією для забезпечення найкращого використання своїх активів та інших ресурсів для операцій з надання допомоги після циклонів та інших стихійних лих у регіоні». Хоча циклони залишаються головною стихійною катастрофою в Південній частині Тихого океану, FRANZ на практиці була ефективною системою проти широкого кола катастроф, що зазнали в регіоні.
Угода ФРАНЗ поширюється на Південний Тихий океан і включає Австралію, острови Кука, Фіджі, Французьку Полінезію, Кірибаті, Науру, Нову Каледонію, Нову Зеландію, Ніуе, Папуа-Нову Гвінею, Самоа, Соломонові острови, Тонгу, Токелау, Тувалу, Вануату, Волліс та Футуна та інші вирішували в кожному конкретному випадку.

### Саміт Крайстчерча
Напередодні розстрілів мечеті в Крайстчерчі 15 березня 2019 року прем'єр-міністр Нової Зеландії Джацинда Ардерн та президент Франції Еммануель Макрон у травні 2019 року провели саміт Крайстчерча із закликом до дії, який зобов'язався протистояти жорстокому екстремізму в Інтернеті.

## Потоплення воїна веселки
10 липня 1985 року в Окленд-Харборі в Новій Зеландії відбулася операція «Сатанинська операція під кодовою назвою» Сатанинська операція «, що відбулася атакою французьких агентів DGSE, спрямованої на затоплення флагманського корабля Організації» Грінпіс ", щоб не допустити її втручання в ядерну енергію тест французького уряду в атолі Муруа в Південній частині Тихого океану. «Грінпіс» був проти випробувань і планував привести флотилію яхт до атолу, щоб протестувати проти випробувань, включаючи незаконне вторгнення у французькі військові зони. Інцидент трапився пізно вночі, коли два агенти капітан Домінік Приер та командир Ален Мафарт прикріпили дві міни Лімпета до корпусу корабля та підірвали їх на відстані 10 хвилин. Атака призвела до смерті фотографа «Грінпіс» Фернандо Перейра і призвела до величезного заворушення за перший в історії нападу на суверенітет Нової Зеландії. Цей акт спричинив одне з найінтенсивніших розслідувань поліції в історії Нової Зеландії і врешті-решт призвів до захоплення Мафарта та Пріура, передаючи себе як «Софі та Ален Туренге». Обидва визнали свою вину у вчиненні вбивства та 22 листопада 1985 року засудили до 10 років позбавлення волі.
Франція погрожувала економічним ембарго на експорт Нової Зеландії до Європейського економічного співтовариства, якщо пара не буде негайно звільнена. Така дія могла б бути калікою для економіки Нової Зеландії, яка в той час сильно залежала від експорту сільського господарства до Великої Британії. Операція «Сатана» була катастрофою на зв'язках з громадськістю. Нова Зеландія була союзником Франції. Спочатку Франція заперечувала будь-яку причетність і навіть приєднувалася до засудження її як терористичного акту.
Цей терористичний акт, що фінансується державою, сильно напружив двосторонні відносини, і в липні 1986 року посередництво, організоване Організацією Об'єднаних Націй між Новою Зеландією та Францією, призвело до переведення двох ув'язнених на французький полінезійський острів Хао, а замість цього три роки служити а також вибачення та виплата 13 мільйонів NZD з Франції до Нової Зеландії.

## Спорт

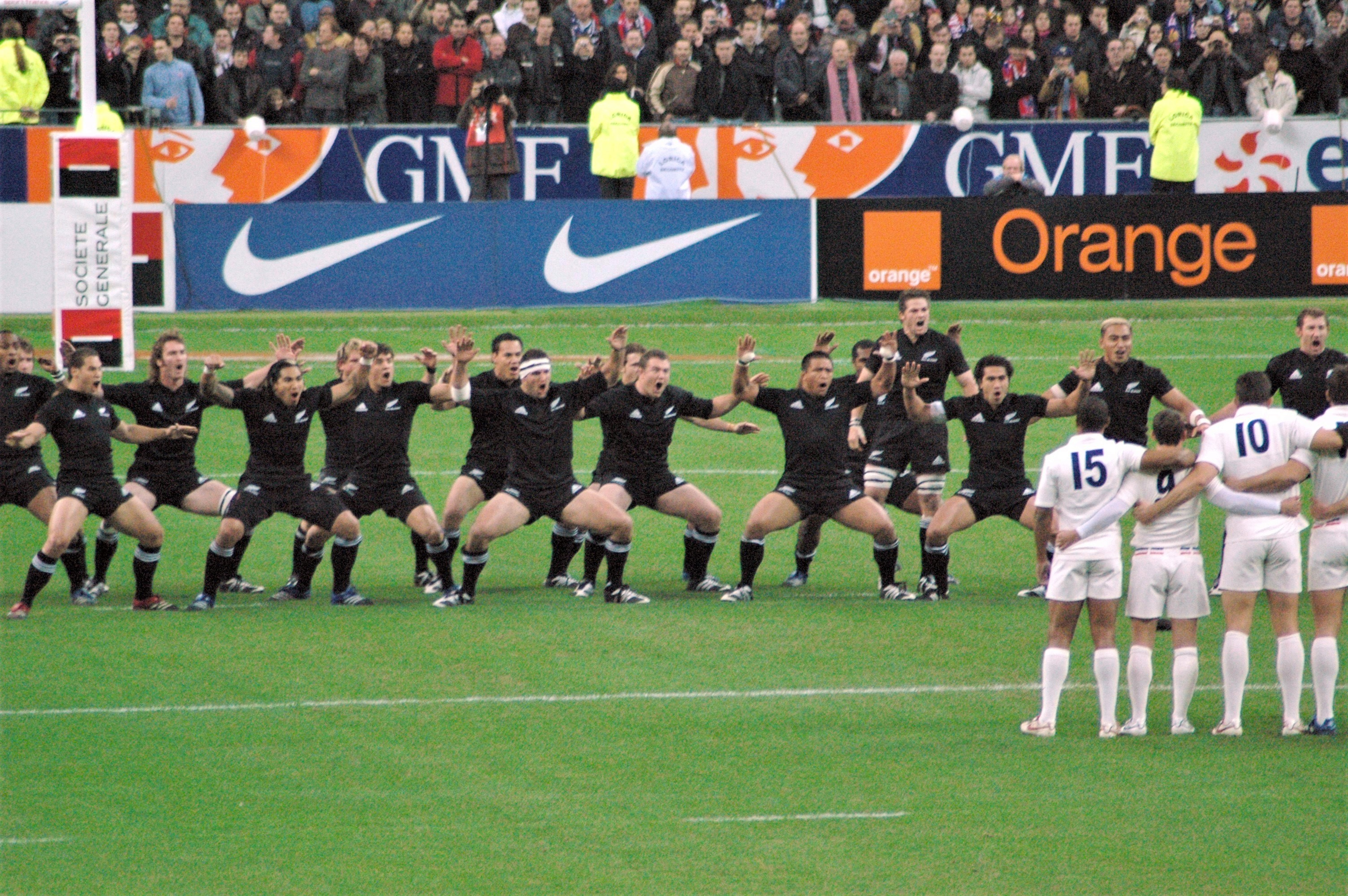
Усі чорношкірі виконували хаку перед тестовим матчем проти Франції у 2006 році.

Національний регбі-союз Франції та Нової Зеландії грає один з одним вже більше століття. З часу свого першого матчу, січень 1906 року в Парижі та січень 2008 року, вони зіграли 46 тестових матчів. Історичний матч 1906 року, який Франція програла 38–8, був першим французьким тестом, але лише в 1954 році (коли вони виграли 3-0) вони змогли забезпечити свою першу перемогу над новозеландцями.
Тоді втрутилася Друга світова війна, призупинивши конкуренцію. У 1946 році Франція зіграла два матчі проти новозеландських експедиційних сил Ківі, програвши обидва матчі.
Франція вперше гастролювала в Новій Зеландії в 1961 році — перед будь-якою з батьків країни. — і всі Чорні виграли всі три Тести. Загалом усі чорні виграли 34 тести, Франція 11, з одним розіграшем.
У фіналі вступного чемпіонату світу з регбі зустрілися Франція та всі чорні. Турнір проводили спільно з Новою Зеландією та Австралією, а фінал відбувся в парку Еден. Усі чорні були капітаном Девіда Кірка та виграли свій перший чемпіонат світу 29–9. За словами тогочасного тренера All Blacks Брайана Лохоре, втрата минулого року в Нанті стала каталізатором їхньої перемоги на Кубку світу. Шелфорд сказав про матч «Ми хотіли зіграти їх у фіналі, тому що хотіли помсти». Матч також допоміг покращити дипломатичний та політичний розрив між Францією та Новою Зеландією, спричинений бомбардуванням воїном Радуги 1985 року французькими агентами секретних служб.
Трофей Дейва Галлахера був введений у 2000 році для обговорення двох команд. Він був названий на згадку про капітана всіх негрів Дейва Галлахера, який капітанував усіх негрів проти Франції у 1906 р. Та загинув у битві за Пасчендаеле під час Першої світової війни. Кубок вперше оспорювали у День перемир'я (11 листопада) 2000 року. Усі чорношкірі виграв 39–26 та забив дві спроби, а Ендрю Мертенс забив дев'ять пенальті.
У Франції відбувся Чемпіонат світу з футболу 2007 року, і дві команди зустрілися у чвертьфіналі турніру. Незважаючи на Францію, яка приймає турнір, матч відбувся на стадіоні «Міленіум» у Кардіффі, Уельс. Матч виграв у Франції 20–18 та передбачав кілька суперечливих рішень арбітра Уейна Барнса, який згодом отримав погрози смертю від деяких вболівальників Нової Зеландії. Франція відзначилася однією спробою після гріха, який б'є All Blacks, другого п'ятого восьмого Люка МакАлістера, а інший — з непередбаченого арбітром пасу вперед. Усі чорні піддавалися різкій критиці за те, що вони не намагалися забити гол в останні хвилини гри. Їх продуктивність проаналізувала компанія Palusston North Verusco, яка проаналізувала 1500 ігор з 2000 року. Вони виявили, що All Blacks здійснили 57 збройних ситуацій на 269 Франсеса, і вони володіли 66 відсотками і 60 відсотків території. Ігровий час, тобто час, коли грає м'яч, був найдовшим за будь-яку гру, яку Verusco коли-небудь записував.
Франція та Нова Зеландія зустрілися у фіналі Кубка світу 2011 року, який відбувся в Новій Зеландії. Нова Зеландія виграла свій другий титул світу 8–7 у жорсткій боротьбі.

## Торгівля та інвестиції
Нова Зеландія та Франція були дуже великими торговими партнерами протягом останніх років, Франція була 15-й найбільшим торговим партнером Нової Зеландії за 2007 рік з експортом на загальну суму 401,3 млн. Доларів США (головним чином: вівчарство, рибне філе, оленина та лікарські засоби) та імпорт на загальну суму 679,6 млн. Доларів США (в основному: автотранспорт, вино та машинне обладнання).
Франція має численні та деякі великі інвестиції в економіку Нової Зеландії, зокрема у виноробну промисловість Нової Зеландії, яка включає Veuve Clicquot, Deutz, що дуже схоже на виноробну промисловість у Франції. Yoplait — велика компанія Нової Зеландії, яка має один з найвідоміших марок йогурту в агропродовольчому секторі Нової Зеландії. Інші великі французькі інвестиції були здійснені у транспортному та комунікаційному секторі Нової Зеландії (Alstom, Alcatel) та поводженні з відходами (ONYX)

## Військове співробітництво
Були різні кампанії, де Нова Зеландія та Франція воювали поруч одна з одною, більш помітно Перша та Друга світова війни.
Нова Зеландія та Франція також регулярно беруть участь у військових іграх, головним чином у Тихому океані біля узбережжя Нової Зеландії. Ці ігри також включаються в Австралії. Це збільшення військової співпраці потепліло відносини в обох державах, про те, що в березні 2001 р. Капітан Філіпп Комбс Жанна д'Арк заявила: "У період французьких ядерних випробувань нам було соромно приїжджати до цього регіону, але оскільки вони мали зупинені ми бачимо доброзичливішим оком і нас вітають скрізь, куди ми їдемо ". Ці ігри включали як військові кораблі RNZN, так і бойові літаки RNZAF та, відповідно до Закону про ядерну вільну ядерну зону, роззброєння та озброєння Нової Зеландії, французької ядерної підводного човна FNS Perle, підкреслюючи посилення військового співробітництва в Тихому океані між трьома країнами.
Ремесло, задіяне у бойовій грі 2001 року:
- HMNZS <i id="mw7A">Te Kaha</i>
- Кораблі HMA <i id="mw7w">Брісбен</i>, <i id="mw8Q">Мельбурн</i>, <i id="mw8w">Анзак</i>, <i id="mw9Q">Арунта</i>, <i id="mw9w">Хуон</i>, <i id="mw-Q">Норман</i> та <i id="mw-w">Успіх</i>
- FN Ships <i id="mw_g">Vendemiaire</i>, Jeanne d'Arc та <i id="mwAQI">Georges Leygues</i>

RNZAF Skyhawks та RAAF Hornets здійснили імітаційні атаки на кораблі з метою тестування систем протиповітряної оборони.
Головнокомандувач Вендеміара Олів'є Бохене заявив: "Це вперше ВМС Франції бере участь у подібних навчаннях і на цьому рівні з австралійською та Нової Зеландією арміями. Це свідчить про хорошу якість відносин між трьома країни ". З середини 90-х збройні сили Франції, Австралії та Нової Зеландії співпрацюють з морського нагляду за малими острівними державами регіону.

## Двостороння репрезентація
Є багато офіційних контактів між Новою Зеландією та Французькою республікою, які дають можливість для дискусій на високому рівні та подальшого розвитку двосторонніх відносин. Багато міністрів зустрічаються зі своїми французькими колегами на міжнародних зустрічах та заходах.

### Французькі тури делегатів та міністрів Нової Зеландії
Візити міністрів Нової Зеландії до Франції
| Дати                        | Міністр / делегат                                                                                | Відвідані міста | Причина                                                                                                 |
| --------------------------- | ------------------------------------------------------------------------------------------------ | --------------- | --- |
| Квітень 2011 року           | Прем'єр-міністр Нової Зеландії Джон Кі                                                           |                 | Офіційний візит, включаючи вшанування Дня ANZAC (на шляху до весілля принца Вільяма та Кетрін Міддлтон) |
| Травень 2007 року           | Міністр закордонних справ і торгівлі, оборони та роззброєння та контролю над озброєнням Філ Гофф |                 | Офіційний візит                                                                                         |
| Березень 2007 року          | Міністр науки, досліджень та технологій Стів Махарей                                             |                 | Офіційний візит                                                                                         |
| Листопад 2006 року          | Прем'єр-міністр Нової Зеландії Хелен Кларк                                                       |                 | Офіційний візит                                                                                         |
| Червень 2006 року           | Міністр закордонних справ Rt Hon Вінстон Петерс                                                  | Париж           | Офіційний візит                                                                                         |
| Червень 2006 року           | Міністр енергетики Девід Паркер                                                                  |                 | Офіційний візит                                                                                         |
| Травень 2006 року           | Міністр закордонних справ і торгівлі, оборони, Філ Гофф                                          | Париж           | Офіційний візит                                                                                         |
| Лютий 2006 року             | Міністр сільського господарства та рибного господарства Джим Андертон                            |                 | Офіційний візит                                                                                         |
| Квітень — травень 2005 року | Міністр безпеки транспорту, доцент міністра енергетики, Гаррі Дуйнховен                          |                 | Офіційний візит                                                                                         |
| Вересень 2004 року          | Міністр енергетики, RS & T, CRI, Піт Ходжсон                                                     |                 | Офіційний візит                                                                                         |
| Вересень 2004 року          | Міністр закордонних справ і торгівлі Філ Гофф                                                    |                 | Офіційний візит                                                                                         |
| Червень 2004 року           | Прем'єр-міністр Нової Зеландії Хелен Кларк                                                       |                 | Офіційний візит                                                                                         |
| Травень 2004 року           | Міністр торгових переговорів Джим Саттон                                                         |                 | Офіційний візит                                                                                         |
| Квітень 2004 року           | Спікер палати, Джонатан Хант                                                                     |                 | Очолював парламентську делегацію у Франції                                                              |
| Червень 2003 року           | Міністра охорони здоров'я Аннетт Кінг                                                            |                 | Офіційний візит                                                                                         |
| Травень 2003 року           | Міністр енергетики Піт Ходжсон                                                                   |                 | Офіційний візит                                                                                         |
| Квітень 2003 року           | Міністр торгових переговорів Джим Саттон                                                         |                 | |
| Квітень 2003 року           | Асоційований міністр закордонних справ і торгівлі, Мар'ян Хоббс                                  |                 | Офіційний візит                                                                                         |
| Травень 2002 року           | Міністр торгових переговорів Джим Саттон                                                         |                 | Офіційний візит                                                                                         |
| Травень 2001 року           | Міністр енергетики Піт Ходжсон                                                                   |                 | Офіційний візит                                                                                         |
| Травень 2001 року           | Міністр торгових переговорів Джим Саттон                                                         |                 | Офіційний візит                                                                                         |
| Листопад 2000 року          | Міністр спорту Тревор Маллард                                                                    |                 | Офіційний візит                                                                                         |
| Вересень 2000 року          | Міністр фінансів Майкл Каллен                                                                    |                 | Офіційний візит                                                                                         |
| Червень 2000 року           | Міністр торгових переговорів Джим Саттон                                                         |                 | Офіційний візит                                                                                         |
| Травень 1999 року           | Міністр міжнародної торгівлі доктор Локвуд Сміт                                                  |                 | |
| Травень 1998 року           | Генерал-губернатор Е. Р. Честь сер Майкл Харді Бойз                                              |                 | Офіційний візит                                                                                         |
| Квітень 1998 року           | Спікер палати, Дуг Кідд                                                                          |                 | Очолював парламентську делегацію у Франції                                                              |
| Жовтень 1997 року           | Прем'єр-міністр Нової Зеландії Джим Болгер                                                       |                 | Офіційний візит                                                                                         |

### Тури по Новій Зеландії французькими делегатами
Французькі делегації в Новій Зеландії
| Дати                         | Міністр / делегат                                                                              | Відвідані міста                 | Причина                                                     |
| ---------------------------- | ---------------------------------------------------------------------------------------------- | ------------------------------- | ----------------------------------------------------------- |
| Серпень 2014 року            | Член парламенту, який представляє громадян Франції, які проживають за кордоном, Тьєррі Маріані | Окленд, Веллінгтон і Крайстчерч | Офіційний візит                                             |
| Березень 2007 року           | Міністр торгівлі Крістін Лагард                                                                |                                 | Офіційний візит                                             |
| Травень 2006 року            | Віце-президент Національної Асамблеї Ів Бур                                                    |                                 | Офіційний візит                                             |
| Квітень 2006 року            | Міністр закордонної Франції Франсуа Баройн                                                     |                                 | Офіційний візит                                             |
| Лютий 2005 року              | Міністр у справах ветеранів Хамлауї Мекачера                                                   |                                 | Офіційний візит                                             |
| Листопад 2003 року           | Державний секретар закордонних справ Рено Мусельє                                              |                                 | Офіційний візит                                             |
| Серпень 2003 року            | Голова групи дружби Франції / НЗ у Національній асамблеї, Філіп Вітел                          |                                 | Офіційний візит                                             |
| Березень 2003 року           | Міністр зовнішньої торгівлі Франсуа Лоос                                                       |                                 | Офіційний візит                                             |
| Вересень 2001 року           | Голова групи дружби Франції / NZ у сенаті Моріс Блін                                           |                                 | Очолив делегацію Сенату в Новій Зеландії                    |
| Листопад / грудень 2000 року | Голова групи дружби Франції / НЗ в Національній Асамблеї Габріель Монтхармон                   |                                 | Очолив делегацію групи дружби Франції / НЗ в Новій Зеландії |
| Вересень 2000 року           | Міністр сільського господарства Жан Главаний                                                   |                                 | Офіційний візит                                             |
| Червень 1999 року            | Державний секретар з питань закордонних територій Жан-Джек Кейран                              |                                 | Офіційний візит                                             |
| Квітень 1998 року            | Державний секретар у справах ветеранів війни Жан-П'єр Массерет                                 |                                 | Офіційний візит                                             |

- У Франції є посольство у Веллінгтоні. Нова Зеландія має посольство в Парижі та генеральне консульство в Нумеї.